# سبيرت كاميرا: ذا كرسد ميموار
سبيرت كاميرا: ذا كرسد ميموار (بالإنجليزية: Spirit Camera: The Cursed Memoir‎؛ باليابانية: 心霊カメラ 〜憑いてる手帳〜（零 〜紫の日記〜）‎، ‏شينراي كاميرا ~تسوإتيرو تيشو~) هي لعبة فيديو من نوع الرعب وجزء من سلسلة « بروجكت زيرو ». اللعبة من تطوير شركة تيكمو كوي ونشر نينتندو، وأصدرت في 12 يناير، 2012 في اليابان، وفي أوروبا بتاريخ 29 يونيو، 2012 وصدرت في الولايات المتحدة في 13 أبريل، 2012، واللعبة حصرية على نظام نينتندو 3دي إس.

## وصلات خارجية
- تفصيل عن اللعبة على موقع نينتندو
- الموقع الرسمي نسخة محفوظة 20 أكتوبر 2015 على موقع واي باك مشين. (بالإنجليزية)
- الموقع الرسمي (باليابانية)